# Belvedere na kopci Pfingstberg
Belvedere na kopci Pfingstbergu (německy Belvedere auf dem Pfingstberg) je součástí světového kulturního dědictví UNESCO Paláce a parky v Postupimi a Berlíně, zapsané v roce 1999. Nachází se severně od Nové zahrady (Neuer Garten) a nabízí návštěvníkům výhledy na Postupim a havelská jezera.
Belveder na kopci Pfingstberg byl postaven za vlády Fridricha Viléma IV. a měl původně sloužit jako vyhlídková plošina. Je pouze částí původně mnohem rozsáhlejšího stavebního projektu.

## Historie
Již desetiletí dříve uvažoval Fridrich Vilém II. o vybudování stavby belvederu na tomto kopci, který byl dříve nazýván Judenberg. Královské záměry však způsobily prudký nárůst cen pozemků do té míry, že projekt nebyl realizován. Návrhové výkresy gotické věže s připojeným gotickým sálem od architekta Michaela Filipa Daniel Boumanna zůstaly jen na papíře.
Přání postavit belveder se oživila za vlády Fridricha Viléma IV. Tato oblast byla ve vlastnictví královské rodiny od roku 1817. V témže roce byl kopec Judenberg také přejmenován na Pfingstberg.
Umělecky nadaný Fridrich Vilém IV. si vytvořil vlastní náčrtky, které se neustále měnil. Jako model sloužily italské vily z období renesance. Na základě skic od krále vypracovali podrobný návrh architekti Ludwig Persius, Friedrich August Stüler a Ludwig Ferdinand Hesse. Zahradní architekt Peter Joseph Lenné byl zodpovědný za návrh pozemků. Stavba probíhala ve dvou fázích.
První fáze výstavby trvala v letech 1847–1852. Systém, který byl do té doby vybudován, měl téměř čtvercové uspořádání. Z finančních důvodů byla další stavba zastavena v roce 1852 ve prospěch Oranžérie. Nakonec se s druhou fází začalo až v roce 1860. Dokončení stavby v roce 1863 se již Fridrich Vilém IV. nedožil, když zemřel v roce 1861.
Během druhé světové války nebyl Belvedere udržován a postupně se rozpadal. Se stavbou berlínské zdi v roce 1961 byl Belvedere uzavřen, neboť umožňoval výhled na hraniční oblast a na západní Berlín. V letech 1988–2005 byla budova opravena asociací tvořenou skupinou místních obyvatel. Pod záštitou kulturního sdružení NDR založili v roce 1988 „pracovní společnost Pfingstberg“ (německy Arbeitsgemeinschaft Pfingstberg), v roce 1990 přejmenovanou na „podporující spolek Pfingstberg“ (německy Förderverein Pfingstberg e. V.).
Belvedere bývá běžně otevřený pro návštěvníky.